# جوائز موبو
جوائز موبو هي اختصار لموسيقى الأصل الأسود أنشئت في عام 1995 من قبل الملك كانيا وأندي روفيل، الجوائز تعرض سنوياً في المملكة المتحدة للأعتراف بالفنانين من أي جنسية أصول أغانيهم الموسيقى السوداء.

## المرشحون والفائزون

### 2021
- أفضل موسيقى أفريقي
  - سي كاي[1]

## وصلات خارجية
- MOBO Awards